# Iulius Martialis
 (novembre 2024).
Si vous disposez d'ouvrages ou d'articles de référence ou si vous connaissez des sites web de qualité traitant du thème abordé ici, merci de compléter l'article en donnant les références utiles à sa vérifiabilité et en les liant à la section « Notes et références ».
Iulius Martialis (mort en 217), fils de Sabinus, était un officier de la Garde prétorienne. Il fut l'assassin de l'empereur Caracalla.

## Assassinat de Caracalla
Macrin, le successeur de Caracalla, est fortement suspecté d'avoir chargé Martialis d'assassiner l'empereur.
Lors d'un voyage en direction du temple du dieu Lune, à Carrhes (Harran) en Mésopotamie, Caracalla se plaignit de maux de ventre. Aussi fit-il arrêter le convoi et alla-t-il, pour se soulager, à l'écart de ses gardes, accompagné d'un seul serviteur. Martialis profita de cette occasion pour se ruer sur l'empereur sans défense et lui asséner un coup mortel au niveau de la clavicule, alors que celui-ci avait le dos tourné.
Il fut tué par des cavaliers germains fidèles à l'empereur, alors qu'il tentait de s'enfuir.